# Uranium-thoriumdatering
Uranium-thoriumdatering, ook thorium-230-datering en uranium-series-datering,  is een methode van radiometrische datering die gebruikmaakt van het uranium-thoriumsysteem, waarin de radio-isotoop uranium-238 (238U) vervalt naar thorium-230 (230Th) of uranium-235 (235U) vervalt naar protactinium-231 (231Pa). Vanwege de relatief korte halveringstijd wordt deze methode vooral in de archeologie gebruikt.

## Radioactief verval
De kernreactie voor het verval is:
234U → 230Th + 4He
235U → 231Pa + 4He
De halveringstijd van deze reactie is 245.000 jaar.

## Toepassingen
Uranium-thoriumdatering wordt veel toegepast in de geochronologie, de wetenschap die zich bezighoudt met het dateren van gesteenten. Deze methode wordt gebruikt voor datering van talloze koolstofverbindingen, zoals koraal, kalksteen en fossiele beenderen. Men kan van een paar tot maximaal 500.000 jaar teruggaan in de tijd.